# بشتة كارون (أمجز)
بشتة کارون (بالفارسية: پشته کارون) هي منطقة سكنية تقع في إيران في قسم أمجز الريفي. يقدر عدد سكانها بـ 93 نسمة بحسب إحصاء 2016.